# Naturalna proizvodnja
Naturalna proizvodnja je takav oblik organizacije društvene proizvodnje u kojem je veza između proizvodnje i potrošnje direktna. U ovom obliku društvene proizvodnje ljudi stupaju u međusobne odnose vezane za proizvodnju, raspodelu i potrošnju. Naturalna proizvodnja je zatvoreni i slabo razvijeni oblik društvene proizvodnje. U naturalnoj proizvodnji nema rizika, jer sve što se proizvede namenjeno je potrebama proizvođača. Proizvedena materijalna dobra nisu namenjena potrebama drugih ljudi i ne iznose se na tržište.
Veza između proizvodnje može biti direktna (što se postiže direktnom potrošnjom materijalnih dobara u okviru samog gazdinstva u kojem su i proizvedena) ili posredna. Robna proizvodnja je takav oblik organizacije društvene proizvodnje u kojem je veza između proizvodnje i potrošnje posredna. U uslovima robne proizvodnje materijalna dobra, pre nego što dospeju u potrošnju, prethodno prolaze kroz proces razmene. Za razliku od naturalne proizvodnje, proizvedena materijalna dobra su namenjena zadovoljavanju potreba drugih potrošača (robni proizvođači ih ne koriste za svoje potrebe). Oni proizvode za razmenu koja se obavlja putem tržišta. Robna proizvodnja je oblik privređivanja koji donosi određenu neizvesnost za robnog proizvođača, i predstavlja privređivanje sa rizikom.